# Suzanne Leppien
Suzanne Leppien, auch Szuszanne Leppien, geb. Ney (* 21. Dezember 1907 in Budapest, Österreich-Ungarn; † 28. September 1982 in Roquebrune-Cap-Martin)  war eine ungarisch-französische Fotografin und Weberin.

## Leben
Szuszanne Ney wurde als Tochter von Désiré Ney und Eveline Pickler geboren. Der Vater soll in der Textilbranche tätig und sehr musikliebend gewesen sein. Sie wuchs in großbürgerlichen Verhältnissen auf, besuchte ein Gymnasium in Budapest und heiratete kurz nach dem Abitur György Markos. 1927 brachte sie eine Tochter zur Welt.
Nach der Trennung von Mann und Tochter schrieb sich Suzanne Markos-Ney im Frühjahr 1931 am Bauhaus Dessau ein. Sie besuchte den Vorkurs bei Josef Albers und Wassily Kandinsky und wurde in der Fotografie-Klasse bei Walter Peterhans als Hospitantin zugelassen. Markos-Ney studierte in der Baulehre, ebenso bei Kandinsky und in der Weberei. Zu ihrem Freundeskreis zählten Hannes Beckmann, Hannes Neuner, Margot Loewe und Otti Berger.
1932 siedelte Markos-Ney nach Berlin über. Sie exmatrikulierte sich am Bauhaus, da sie hier angesichts der Veränderungen des politischen Klimas keine Perspektive sah, ihr Studium fortzusetzen. Im Herbst 1932 lernte sie in Berlin den ehemaligen Bauhaus-Studenten Jean Leppien kennen.
Nach der Reichstagswahl am 5. März 1933 (Sieg der NSDAP) flüchtete Jean Leppien zunächst in die Schweiz, Suzanne Markos-Ney kehrte nach Budapest zurück. Als Leppien im Herbst 1933 nach Paris zog, folgte sie ihm. Sie lebten von Gelegenheitsarbeiten, 1937 arbeitete Suzanne Markos-Ney in einem Reise- und Touristenbüro. Nach dem Einmarsch der Deutschen im Juni 1940 flüchteten Suzanne und Jean 1940 nach Südfrankreich, wo sie 1941 heirateten. Aus Furcht vor Entdeckung durch die Gestapo führten beide 1940 bis 1944 ein zurückgezogenes Leben in Sorgues bei Avignon und überlebten als Gemüsebauern auf einem kleinen Stück Land.
Am 21. März 1944 wurde Suzanne Leppien als so genannte „Halbjüdin“ von der Gestapo verhaftet, ihr Mann nach einem Prozess in Paris zu einer hohen Zuchthausstrafe in Bruchsal verurteilt. Suzanne Leppien wurde zunächst im Sammellager Drancy interniert, im April 1944 in das KZ Auschwitz deportiert. Ab 1944 leistete sie Zwangsarbeit im DKW-Werk in Zschopau, einem Außenlager des KZ Flossenbürg. Im April 1945 gelang es ihr, von einem fahrenden Transportzug nach Theresienstadt zu springen und sich tagelang zu verstecken. Am 25. Mai 1945 traf sie in Paris ihren ebenfalls nach Frankreich zurückgekehrten Mann wieder.
Zusammen zogen Leppiens zunächst nach Nizza; später wurde Roquebrune-Cap-Martin ihr neues Zuhause. Ab 1948 war Suzanne Leppien dort als Weberin tätig, in den fünfziger Jahren betrieb sie in Roquebrune-Village eine Boutique („La Boutique“) für Weberei und Keramik. 1953 nahm sie die französische Staatsbürgerschaft an.
Suzanne Leppien kehrte weder zur Architektur noch zur Fotografie zurück. In den sechziger Jahren betrieb sie in Paris ein eigenes Webatelier, ihre Arbeiten wurden in Boutiquen verkauft. Sie übersetzte Standardwerke von und über ihren Bauhaus-Lehrer Wassily Kandinsky sowie ein Büchlein über Joan Miró ins Deutsche, unterstützte ihren Mann und sah ihre Aufgabe darin, ihm die freie künstlerische Arbeit zu ermöglichen. Sie starb 1982 in Roquebrune-Cap-Martin.

## Übersetzungen
- Wassily Kandinsky: Écrits complets, Vorwort von Philippe Sers, Denoe/Gonthier, Paris, 1970 (dt. Übersetzung von Suzanne u. Jean Leppien et al.)
- Wassily Kandinsky: Point - ligne - plan: Contribution à l'analyse des éléments picturaux, Denoe/Gonthier, Paris, 1970  (dt. Übersetzung von Suzanne u. Jean Leppien)
- Wassily Kandinsky: Cours du Bauhaus,  Paris, Denoe/Gonthier, Paris, 1972 (dt. Übersetzung von Suzanne u. Jean Leppien)
- Yves Bonnefoy: Miró, Kohlhammer, Stuttgart, 1966 (dt. Übersetzung von Suzanne Leppien)